# Самсула-Спрус-Крик (Флорида)
Самсула-Спрус-Крик (англ. Samsula-Spruce Creek) — статистически обособленная местность, расположенная в округе Волуша (штат Флорида, США) с населением в 4877 человек по статистическим данным переписи 2000 года.

## География
По данным Бюро переписи населения США статистически обособленная местность Самсула-Спрус-Крик имеет общую площадь в 51,54 квадратных километров, водных ресурсов в черте населённого пункта не имеется.

## Демография
По данным переписи населения 2000 года в Самсула-Спрус-Крик проживало 4877 человек, 1511 семей, насчитывалось 1953 домашних хозяйств и 2203 жилых дома. Средняя плотность населения составляла около 94,63 человек на один квадратный километр. Расовый состав населённого пункта распределился следующим образом: 97,13 % белых, 0,33 % — чёрных или афроамериканцев, 0,33 % — коренных американцев, 0,82 % — азиатов, 0,08 % — выходцев с тихоокеанских островов, 1,17 % — представителей смешанных рас, 0,14 % — других народностей. Испаноговорящие составили 1,76 % от всех жителей статистически обособленной местности.
Из 1953 домашних хозяйств в 25,6 % вспитывали детей в возрасте до 18 лет, 68,7 % представляли собой совместно проживающие супружеские пары, в 5,5 % семей женщины проживали без мужей, 22,6 % не имели семей. 16,7 % от общего числа семей на момент переписи жили самостоятельно, при этом 6,5 % составили одинокие пожилые люди в возрасте 65 лет и старше. Средний размер домашнего хозяйства составил 2,50 человек, а средний размер семьи — 2,79 человек.
Население статистически обособленной местности по возрастному диапазону по данным переписи 2000 года распределилось следующим образом: 19,7 % — жители младше 18 лет, 5,5 % — между 18 и 24 годами, 21,9 % — от 25 до 44 лет, 33,9 % — от 45 до 64 лет и 19,1 % — в возрасте 65 лет и старше. Средний возраст жителей составил 46 лет. На каждые 100 женщин в Самсула-Спрус-Крик приходилось 98,1 мужчин, при этом на каждые сто женщин 18 лет и старше приходилось 97,8 мужчин также старше 18 лет.
Средний доход на одно домашнее хозяйство статистически обособленной местности составил 59 427 долларов США, а средний доход на одну семью — 68 101 доллар. При этом мужчины имели средний доход в 40 608 долларов США в год против 24 390 долларов среднегодового дохода у женщин. Доход на душу населения статистически обособленной местности составил 59 427 долларов в год. 4,5 % от всего числа семей в населённом пункте и 5,4 % от всей численности населения находилось на момент переписи населения за чертой бедности, при этом 6,2 % из них были моложе 18 лет и 6,7 % — в возрасте 65 лет и старше.